# Рока Пија
Рока Пија (итал. Rocca Pia) је насеље у Италији у округу Л'Аквила, региону Абруцо.
Према процени из 2011. у насељу је живело 183 становника. Насеље се налази на надморској висини од 1052 м.

## Становништво
Према резултатима пописа становништва 2011. у општини је живело 167 становника.
| 1931. | 1936. | 1951. | 1961. | 1971. | 1981. | 1991. | 2001. | 2011. |
| ----- | ----- | ----- | ----- | ----- | ----- | ----- | ----- | ----- |
| 1.083 | 1.095 | 975   | 692   | 378   | 280   | 253   | 189   | 167   |